# Sattelberg
Sattelberg är ett berg i Österrike.   Det ligger i distriktet Weiz och förbundslandet Steiermark, i den östra delen av landet, 120 km sydväst om huvudstaden Wien. Toppen på Sattelberg är 721 meter över havet.
Terrängen runt Sattelberg är kuperad. Närmaste större samhälle är Weiz, 7,5 km sydost om Sattelberg. 
I omgivningarna runt Sattelberg växer i huvudsak blandskog. Runt Sattelberg är det ganska tätbefolkat, med 80 invånare per kvadratkilometer.